# فیل دیلی (بازیکن فوتبال)
فیل دیلی (انگلیسی: Phil Daley؛ زادهٔ ۱۲ آوریل ۱۹۶۷) بازیکن فوتبال اهل بریتانیا است.
از باشگاه‌هایی که در آن بازی کرده‌است می‌توان به باشگاه فوتبال لینکولن سیتی و باشگاه فوتبال ویگان اتلتیک اشاره کرد.